# Йоганнес Фолькельт
Йоганнес Фолькельт (нім. Johannes Volkelt; 21 липня 1848, Липник, Галичина, Австро-Угорщина — 8 травня 1930, Лейпциг, Веймарська республіка) — німецький філософ.
Навчався у Відні, Єні і Лейпцигу. Був професором філософії в Єні з 1879 року (там само в 1876 році захистив докторську дисертацію), Базелі з 1883 року, Вюрцбурзі з 1889 року і потім професором філософії і педагогіки в Лейпцигу з 1894 року. Вийшов у відставку в 1921 році. Зазнав впливу філософських концепцій Канта, Гегеля, Шопенгауера і Гартмана.

## Філософія
Не бувши самобутнім філософом, Фолькельт не створив оригінальної філософської концепції, але його твори рясніють цікавими, а іноді і глибокими думками. Найважливіші його твори з метафізики та теорії пізнання — «Kant's Erkenntnisstheorie» (1876) і «Erfahrung und Denken».
Перший представляє критику системи Канта, другий — досвід власної метафізичної системи. Ібервег помилково зараховує Фолькельта до неокантівців: в першому з названих праць Фолькельт намагався показати, що критична філософія неповноцінна і що необхідне повернення до метафізики. До критицизму (ідеалістичний монізм Шуппе, соліпсизм Шуберта-Зольдерна, емпіріокритицизм Авенаріуса) і позитивізму Фолькельт ставився дуже вороже. Щоб знищити їх, він поставив собі за мету викрити ті внутрішні суперечності, які криються в філософії Канта. На думку Фолькельта, в «Критиці чистого розуму» скептичний, суб'єктивно-ідеалістичний, раціоналістичний і моральний елементи мислення заплутані в складний вузол, але не приведені до єдності; в думках Канта виявляються протиріччя, з яких на ґрунті критицизму немає ніякого виходу. Фолькельт вважав, що недоліки у Канта залежать від недосконалості самої точки зору. «Іманентна» теорія пізнання як струнке, вільне від внутрішніх протирічь ціле — досконала неможливість. Без відомих трансцендентних або, як висловлювався сам Фолькельт, «транссуб'єктивних» припущень істинне знання неможливе: треба вибирати між метафізикою, як наукою, що дає знання, хоч і не абсолютно достовірне, і абсолютним скептицизмом, ілюзіонізмом, анімізмом, акосмізмом. На ґрунті суб'єктивного ідеалізму немає ні досвіду як стрункого цілого, ні будь-якого загального знання, а є тільки нескладний і безглуздий хаос строкатих поодиноких вражень, які не повторюються.
У «Erfahrung u. Denken» Фолькельт намагався побудувати метафізичну систему, що дає вихід з абсолютного скептицизму. Він вказував на подвійний характер нашого пізнання: досвід — джерело лише минулих, поодиноких, випадкових вражень. Елемент «транссуб'єктивного» (поза сферою індивідуальної свідомості) впорядкує, вносить стрункість і сенс в наше пізнання. В наукових судженнях припускає, як він вважав, неодмінне визнання їх такими (тобто загальними, істинними) іншими суб'єктами пізнання, отже, до складу транссуб'єктивного, крім буття, входить множинність свідомостей. Причинний зв'язок явищ, їх стійкість, закономірність і однаковість змін, що відбуваються в них, які не можна пояснити з чуттєвого досвіду і фактів свідомості, змушують постулювати закономірність в транссуб'єктівному бутті, паралельну закономірності суб'єктивної. На думку Фолькельта, людина осягає потойбічну сутність явищ за посередництвом несвідомої функції духу, що вислизає від діяльності свідомості, і цим ірраціональним шляхом проникає в сутність світу. Фолькельт, таким чином, допускав «містичну, інтуїтивну достовірність» об'єктивного пізнання, схожу до Ріду, Фрізу і Шлеєрмахеру, у якого, мабуть, він запозичив і визнання залежності дійсності знання від допущення множинності свідомостей. З іншого боку, він наближався до Гартмана своїми поглядами на роль «несвідомих функцій» душі.

### Головні твори Фолькельта
- «Die Entwickelung des Modernen Pessimismus» (1872),
- «Zur Geschichte der Philosophie der Liebe» (1873);
- «Das Unbewusste und der Pessimismus» (1873);
- «Kants Kategorischer Imperativ und die Gegenwart» (1875);
- «Die Traumphantasie» (1875); «Der Symbolbegrift in der neuesten Aesthetik» (1876);
- «Kant's Erkenntnisstheorie» (1879); «Ueber die Möglichkeit einer Metaphysik» (1884);
- «Erfahrung und Denken» (1886);
- «Beiträge zur Einführung in die Philosophie der Gegenwart» (1892);
- «Aesthetik des Tragischen» (1897); «Das Recht des Individualismus» (1897);
- «Psychologie und Pädagogik» (1898).

### Статті
Зі статей Фолькельта найбільш відомі:
- розбір «Системи філософії Вундта» («Ph. Monath.», 1889);
- «Das Denken als Hilfsvorstellung-Thätigkeit und als Anfassungvorgang», де Фолькельт полемізував з представниками критичного ідеалізму;
- стаття про Бергмана в «Zeitschr. f. Ph.», том 80.

Психологічні погляди Фолькельта розроблені в статтях «Erfundene Empfindungen» («Philos. Monatsh.», 1886) і «Psychologische Streitfragen» («Zeitschr. F. Ph. und Ph. Kritik»).
З 1895 року Фолькельт разом з Зібеком редагував «Zeitschrift für Philosophie und Philos. Kr.», в якому було опубліковано безліч дрібних його статей. Кращий розбір поглядів Фолькельта з точки зору «критичного соліпсизму» — в статті Шуберта-Зольдерна «Der Kampf um die Transcendenz» («Vierteljahrsschrift für W. Philos.», том Χ, 1886). Психологічні погляди Фолькельта аналізував Гартманн в його «Moderne Psychologie» (1901, сторінки 301—304). У нього ж була присутня загальна характеристика світогляду Ф. в книзі «Neukantianismus, Schopenhauerianismus und Hegelianismus» (1877).